# 스노 크래시
《스노 크래시》(Snow Crash)는 1992년에 출판된 미국 작가 닐 스티븐슨의 SF 소설이다. 스티븐슨의 많은 소설과 마찬가지로 역사, 언어학, 인류학, 고고학, 종교, 컴퓨터 과학, 정치, 암호학, 밈학 및 철학을 다루고 있다.
이 책은 수메르어를 뇌간 용 펌웨어 프로그래밍 언어로 제시하고 있는데, 이는 인간 뇌의 BIOS 역할을 하는 것으로 추정된다. 책 속 인물들에 따르면 여신 아세라는 컴퓨터 바이러스와 유사한 언어 바이러스의 의인화다.  신 Enki는 반대 프로그램을 만들었다. 그는 그것을 Nam-shub이라고 불렀다. 이 프로그램은 모든 인류가 Asherah에 대한 보호로 다른 언어를 사용하게 했다.  ( 바벨탑에 관한 고대 근동 이야기의 재해석).
1993년 영국 SF 상과 1994년 Arthur C. Clarke 상 모두에 노미네이트되었다.

## 줄거리 요약

### 줄거리 배경
이야기는 세계 경제가 붕괴된 지 몇 년이 지난 21세기 로스앤젤레스에서 시작된다. 연방 정부가 대부분의 권한과 영토를 민간 조직과 기업가에게 양도했기 때문에 로스앤젤레스는 더 이상 미국의 일부가 아니다. 프랜차이즈, 개별 주권 및 개인 차량이 최고를 지배한다. 용병 군대는 국방 계약을 놓고 경쟁하는 반면, 사설 경비원은 주권 보호 주택 개발에서 평화를 수호한다. 고속도로 회사는 운전자를 도로로 끌어들이기 위해 경쟁하며 모든 우편 배달은 고용된 택배로 이루어진다. 정부의 남은 자들은 대체로 주변 사회와 관련이 없는 지루한 작업 을 수행하는 고립된 구역에서만 권위를 유지한다. 세계 영토의 많은 부분이 FOQNE(Franchise-Organized Quasi-National Entities)로 알려진 주권 지역으로 분할되었으며, 각각은 자체 대기업 프랜차이즈(예: "Mr. Lee's Greater Hong Kong", 또는 법인화된 미국 마피아 ), 또는 다양한 주거용 버브클레이브 (준주권 게이트 커뮤니티). 미래의 미국 기관은 책이 출판된 당시의 실제 미국 기관과 많이 다르다. 예를 들어 영리를 목적으로 하는 조직인 CIC는 CIA 가 의회 도서관과 합병하면서 발전했다.

### 요약
주인공 '히로'(Hiro)은 마피아의 해커이자 피자 배달 기사이다. 그는 제 시간에 배달을 하려다 실패한 스케이트보드 쿠리에( 택배 ) 'YT'(Yours Truly의 줄임말)를 만난다. YT는 그를 대신하여 배송을 완료하고 그들은 파트너십을 맺어 정보를 수집하고 CIC에 판매한다.
메타버스(Metaverse) 내에서 히로는 '레이븐'(Raven)이라는 남자로부터 '스노 크래시'(Snow Crash)라는 데이터 파일을 제공 받았다. 그는 이것이 마약의 한 형태임을 암시한다. Hiro의 친구이자 동료 해커인 '다파이비드'(Da5id)는 파일에 포함된 비트맵 이미지를 보고 컴퓨터가 다운되고 다파이비드는 현실 세계에서 뇌 손상을 입다. 히로는 전 여자친구인 Juanita Marquez를 만나고 동료인 라고스(Lagos)가 수집한 방대한 양의 연구 자료가 포함된 데이터베이스를 제공한다. 이 연구는 바이러스, 고대 수메르 문화 및 바벨탑 전설 사이의 연관성을 가정한다. Juanita는 그에게 조심하라고 조언하고 사라진다.
마피아의 보스 '엉클 엔조'(Uncle Enzo)은 YT에 아버지로서의 관심을 갖기 시작한다. 그녀의 태도와 주도성에 감동한 그는 그녀를 만나기 위해 주선하고 그녀에게 프리랜서 일자리를 제의한다. 히로의 조사와 YT의 정보 수집은 신경 언어 바이러스, 웨인 목사의 펄리 게이츠로 알려진 종교 단체, L. 밥 라이프가 등장하기 시작한다. 라고스의 연구에 따르면 고대 수메르어 ur-언어는 DNA 변경 바이러스와 함께 청각 자극을 사용하여 뇌 기능이 "프로그래밍"되도록 허용했다. 수메르 문화는 이 프로그램( 나로 알려짐)을 중심으로 조직되었으며, 이 프로그램은 성직자들이 대중에게 관리했다. 전설의 인물인 Enki는 안티 바이러스( Enki의 nam-shub 로 알려짐)를 개발했는데, 이 바이러스는 전달되었을 때 수메르어 언어가 뇌에서 처리되는 것을 멈추게 하고 덜 문자적인 다른 언어의 발달로 이어졌다. 바벨 신화에. 엘. Bob Rife는 대중을 그가 통제할 새로운 형태의 나에 취약하게 만들기 위해 Sumerian 유물을 수집하고 스노 크래시라는 약물을 개발했다. 바이러스의 물리적 형태는 중독성 약물의 형태로 감염된 혈액을 통해 웨인 목사의 교회 내에서 배포된다. 해커가 바이너리 형식으로 정보를 처리하는 데 익숙하기 때문에 특히 취약한 디지털 버전도 있다.
히로는 유라시아 난민을 태운 거대한 보트인 Raft가 미국 서부 해안에 접근하고 있는 오리건 해안으로 북쪽으로 향한다. Rife는 Raft를 메커니즘으로 사용하여 수천 명의 사람들에게 바이러스를 주입하고 감염시키고 이를 미국으로 가져왔다. YT는 그녀를 인질로 삼으려는 뗏목 위의 라이프에게 붙잡혀 그녀가 엉클 엔조와 연결되어 있음을 알고 있다. 마피아의 도움으로 히로는 뗏목으로 나아가고 라이프가 숨겨왔던 엔키의 남슈브를 되찾는다. 이전에 Raft에 잠입한 Juanita의 도움으로 Nam-shub 이 판독되고 Raft에 대한 Rife의 통제가 깨진다. 라이프는 YT를 데리고 Raft에서 도망치고 그의 용병인 레이븐은 메타버스 내의 가상 콘서트에서 스노 크래시의 디지털 형태를 활성화하려고 시도한다. 히로는 바이러스를 무력화할 수 있고 YT는 탈출한다. 로스엔젤레스 국제공항에서 레이븐은 마피아를 기습하고 엔조 삼촌과 교착상태에 빠진다(두 사람 모두 이 과정에서 중상을 입었지만). 라이프는 자신의 전용기로 공항을 탈출하려다 사망한다. YT는 어머니와 재회하고, 히로와 Juanita는 화해하고 관계를 다시 시작하기로 동의한다.